# دونووان رادوک
دونووان رادوک (انگلیسی: Donovan Ruddock؛ زادهٔ ۲۱ دسامبر ۱۹۶۳) بوکسور اهل کانادا است.